# Kammerchor Cantamus Halle
Der Kammerchor Cantamus Halle (Eigenschreibweise kammerchor cantamus halle) wurde zum Weltmusiktag am 1. Oktober 1990 von der Dirigentin und Musikpädagogin Dorothea Köhler gegründet und löste sich Ende 2023 auf.
| kammerchor cantamus halle | kammerchor cantamus halle    |
| ------------------------- | ---------------------------- |
| Sitz                      | Halle (Saale)                |
| Gründung                  | 1990                         |
| Leitung                   | Dorothea Köhler              |
| Website                   | http://www.cantamus-halle.de |

## Geschichte
Das erste Konzert des Ensembles fand 1990 auf der Burg Falkenstein im Harz statt. Im Mai 1991 wirkte der Chor in einer Produktion des Balletts Schindowski zu den „Duisburger Akzenten“ bei der Aufführung der Bachschen Johannes-Passion mit.
Die Mehrzahl der Konzerte fand in Sachsen-Anhalt statt. Außerdem konzertierte der Chor in  Bayern, Niedersachsen, Nordrhein-Westfalen, Brandenburg, Sachsen und Thüringen, Ungarn und Frankreich. 1994 nahm der Chor an den Händelfestspielen in Halle und Göttingen teil.
Neben Opernproduktionen waren der Chor während der Göttinger Händelfestspiele an der Aufführung des Händel-Oratoriums Esther mit dem Freiburger Barockorchester beteiligt. 1988 startete die Chorleiterin Dorothea Köhler zusammen mit dem Stadtsingechor zu Halle eine Konzertreihe, die bis 1990 fortgeführt wurde, sowie ab 1998 die „Kunst-Stunden“, eine Konzertreihe, in der unter einem Motto Musik mit Werken der bildenden Kunst, des Theaters und der Literatur kombiniert wurden. Die Veranstaltungen fanden an unterschiedlichen Spielorten des Neuen Theater Halle statt.
2005 nahm der Chor am Festival Hallische Musiktage teil. Unter Leitung von Thomas Buchholz wurde das für die ersten Hallischen Musiktage von Paul Dessau geschriebene Melodram Lilo Herrmann aufgeführt.
Unter Leitung von Wolfgang Kupke wirkten der Chor sowie der Männerchor Bouquet vocalis gemeinsam mit anderen Thüringer Chören im Rahmen des IMPULS-Festivals an der Uraufführung der Kantate „Feste Burg“ von Thomas Buchholz mit, die den 1. Preis im Kompositionswettbewerb der Luther-Dekade zum 500. Reformationsjubiläum errungen hatte. 2013 war der Chor am Kurzopernprojekt des Kurt-Weill-Festes 2013 Down in the valley beteiligt, das mit dem Orchester der Internationalen Ensemble Modern Academy (IEAM) unter Leitung von James Holmes in der Dessauer Marienkirche aufgeführt wurde. 2015 und 2016 sang der Chor bei der halbszenischen Aufführung der Dreigroschenoper des Ensemble Modern unter Leitung von HK Gruber beim Kurt-Weill-Fest im Anhaltischen Theater Dessau.
Nach dem Ende der Corona-Schutzmaßnahmen wurden die Chorproben zwar wieder aufgenommen, der Chor beschloss jedoch 2022, seine Arbeit einzustellen und den Verein aufzulösen. Die Liste der Konzerte des kammerchores cantamus halle endet bei der Zahl 329, bis zum Jahr 2013 oft in enger Zusammenarbeit mit dem Männerchor bouquet vocalis Halle. Das letzte Konzert fand als Benefizkonzert am 4. November 2023 statt. 

## Repertoire
Zum Repertoire des Chors zählen A-capella-Werke vom 15. Jahrhundert bis zur Gegenwart. Im Zentrum der Konzerttätigkeit standen neben chorsinfonischen Werken der Bach-Händel-Zeit Madrigale englischer, italienischer und deutscher Meister, geistliche Werke des 15.–17. Jahrhunderts, Lieder und Chöre der Romantik sowie Chorwerke der Gegenwart, von denen einige von Dorothea Köhler angeregt und für den Chor geschrieben oder bearbeitet wurden, davon 98 Uraufführungen.

## Diskografie
- 1991: Kammerchor Cantamus Halle, Weihnachten im Dom zu Halle; New Classical Adventure
- 1993: Georg Philipp Telemann: Matthäus-Passion 1754 (Danziger Passion);  Kammerchor Cantamus Halle, Männerchor Bouquet Vocalis Halle, Capella Savaria, Leitung Pál Németh; New Classical Adventure
- 1994: Georg Friedrich Händel: Giustino, Kammerchor Cantamus Halle, Freiburger Barockorchester, Leitung: Nichols McGegan; Harmonia Mundi HMU907130.32 (3 CDs)
- 1994: Karl Heinrich Graun:  Der Tod Jesu. Kammerchor Cantamus Halle und Capella Savaria, Leitung Pál Németh; Harmonia Mundi

2010: Neuauflage Hungaroton Classic (HCD 32679)

## Auszeichnungen
- 2017:  Chorprämie[3] des Landeschorverbandes Sachsen-Anhalt[4]